# Ibrahim Mahama
Ibrahim Mahama, nacido en 1987, es un artista ghanés Vive y trabaja en Acra (Kumasi) y Tamal (Ghana). Es fundador del Estudio Arcilla roja (red clay), Centro Savannah de Artes Contemporáneas y Nkrumah Volin.
El artista, además de ser reconocido por fabricar instalaciones monumentales, incide en el mundo textil como foco principal de su práctica artística, lo cual considera como un archivo documental firmado por su forma y su temporalidad localizada. En su proceso creativo el sentido de colaboración es esencial, al rehacer e instalar materiales abraza la ayuda de diversos perfiles laborales (artistas, técnicos, comerciantes…) que le permiten movilizar sus ideas en un sentido más expansivo. 
Su proyecto consiste en un despliegue transformativo a nivel sociocultural en Tamale, donde ha conseguido crear diversas instituciones interdisciplinarias. Por medio del desarrollo de su arte contemporáneo en Ghana, activa una economía circular mediante la reutilización de materiales, a los cuales confiere un nuevo valor contrario al valor residual que le confiere el sistema de explotación capitalista. 
Desde su faceta como pintor explora la materialidad como significante de una memoria e historia relevante en los sistemas de producción consolidados en la historia moderna. Propone conectar con el arte por medio de otras sensibilidades como forma de discutir sobre el aura que la historia del arte ha conferido a las obras de arte. 
Su compromiso con el comercio ghanés, ha dado lugar a una prestigiosa conversación artística a través del uso y la exploración de materiales, valores y procesos, recordando el valor intrínseco del arte más allá de los dispositivos tradicionales.  El telaje tiene un peso simbólico muy grande en la práctica artística de Mahama, debido a la situación de este medio dentro del gran peso que encarna en la economía comercial de Ghana.  A través de instalaciones a gran escala, incide en cómo la globalización, la migración y el intercambio económico tienen un gran impacto en el presente de su país natal que es consustancial a su pasado. 
A través de sus intervenciones en espacios públicos abre un diálogo importante sobre los conceptos de crisis y redención, en este sentido le interesa el punto en el que se quiebra la relación entre la sociedad y lo material y el espacio en el que se localizan.
Intenta recontextualizar materiales como acicate de denuncia a las políticas socioeconómicas extractivistas que provocan una fuerte desigualdad en el globo terráqueo. Por lo tanto, la materialidad de recursos locales que utiliza en sus obras son el foco de partida de una amplísima reflexión sobre la caducidad programada por el sistema capitalista. 
Frente a esta problemática, hace un uso de reciclaje circular en su producción y reivindica también su memoria histórica local, la cual se ve enriquecida por las nuevas aplicaciones en las que incide. 

## Trayectoria artística
En 2010 consiguió una licenciatura de Bellas Artes tras completar el grado de Pintura en la Universidad Kwame Nkrumah de Ciencia y tecnología en Kumasi (Ghana). En  2013 consiguió el máster de bellas artes del grado en Pintura y Escultura.
En 2015 participó en la 56ª Bienal de Venecia con su obra Out of Bounds, que consistió en una pasarela formada a través de la cubrición de las paredes del Arsenale, que dio significado a la ruta global del arte que en el presente es tocado por el tejido del pasado.

Durante los años 2015 y 2018, compuso A grain of Wheat ,1918-1945, donde pretendió activar el mundo sensorial a través de diversos olores presentes en la propia materialidad (aceite de motor, pescado, sangre y humo), desde la cual trató de incidir en el efecto mariposa que los acontecimientos mundiales tienen en vidas que aparentan ser lejanas. 
La formación pictórica que recibió en la Universidad de Ciencia y Tecnología Kwame Nkrumah, que le inspiró a dar vida a su proyecto de pinturas de tela  creadas con confecciones de retazos de tela que fue coleccionando de diversas partes del globo terráqueo. Estas pinturas compuestas con base en composiciones yuxtapuestas de restos de telas que al ser provenientes de una producción en masa evidencian la hipermencatilización de identidades. El utilizar la tela como material pictórico da cabida a la activación de otra perspectiva sobre la historia africana.
Mahama ha realizado trabajos donde reivindica el potencial transformador del acto de  documentar, destaca en este sentido su trabajo fotográfico de colaboradores que se han tatuado en su propia piel datos biológicos y sus propios nombres, siendo entendido por Mahama como una mercancía que vuelve a ser un cuerpo. 
En este sentido de documentación, en 2017 creó Non-Orientable Nkansa, obra la cual reunió cientos de cajas de zapatero provenientes de un intercambio entre materiales usados y materiales impolutos de uso, también de la fabricación de estos con restos de madera encontradas en Kumasi y Acra. 
En 2019, puso en marcha el Centro Savannah de Arte Contemporáneo (SCCA) en Tamale. En su obra Parlamento fantasma reutilizó 120 asientos de tren de segunda clase rayados a través de un parlamento como réplica de la cámara del parlamento de Ghana. Dicha obra se instaló en la galería de arte Whitworth de Mánchester. Ese mismo año fue el artista más joven que participó en el Pabellón de Ghana de la Bienal de Venecia de 2019.
La obra de Mahama se expuso en Artspace (Sídney) con motivo de la 22ª Bienal en 2020.
Como parte de su contribución al desarrollo de África a través del arte,  fue nombrado el 73.er africano más influyente por theafricareport.com en la lista de los 100 africanos más influyentes entre 2019 y 2020.
En el año 2021, consiguió convertir Nkrumah Volini en un nuevo centro cultural unido al centro Savannah para Arte Contemporáneo (SCCA). Como parte de esta iniciativa desde su apertura en 2019, ha montado exposiciones gracias a préstamos internacionales de materiales históricos. A la par consiguió montar en 2020 Red Clay en Janna Kpenn como centro abierto para estudios artísticos e instalaciones. 

### Obras destacadas
En 2021 creó Los murciélagos de Nkrumah Violini, inspirado en Lázaro a partir de una cubierta con una lona oscurezida con aceite, haciendo referencia a la cualidad espectral de la práctica de exhumación. Dentro de este proyecto Mahama creó collages combinando imágenes de murciélagos y silos con dibujos, fotografías, notas de archivo, libretas bancarias y de contabilidad pertenecientes a los años 60 y 70.  A través de esta obra hizo una crítica sobre la dominación histórica colonial y las condiciones de castigo de la crisis climática causadas por la apropiación, borrado y estropeado.  
Las instalaciones que realizó al aire libre con gran carga política, obtuvieron gran fama y reconocimiento, de entre ellas destaca la que realizó entre el 11 de mayo de 2023 y el 10 de septiembre de 2023 a partir de  una instalación con sacos de Yute en el Palacio de Cristal bajo la organización del Museo Nacional Centro de Arte Reina Sofia (MNCARS), en concreto bajo la coordinación de Soledad Liaño. Los sacos de yute de café, arroz o cacao utilizados son habituales en las instalaciones de Mahama, como manifiesto de las injusticias, debilidades y lacras que conforma la red centralizada de comercio global. Los sacos se produjeron originalmente en Asis y se distribuyeron por Ghana como comercio internacional del producto local. Dichos materiales los obtuvo por medio de un trueque entre materiales usados y nuevos, que reivindican la historia y memoria acallada. En la vertebración de esta obra, la autoría colectiva fue un sello muy importante. Su proceso concluyó con la unión de los sacos bajo la costura de múltiples colaboradores en su mayoría migrantes, siendo esta posición muy importante en su relato.

## Cuadro de exposiciones destacadas
| Exhibition | Year | Location                                                            | Country        |
| Jardín de Heridas | 2022 | De Oude Kerk, Amsterdam                                             | Países Bajos   |
| Lázaro | 2021 | Cubo blanco/White Cube                                              | Reino Unido    |
| Fragmentos | 2017 | Cubo blanco/White Cube                                              | Reino Unido    |
| Efectos materiales/ | 2015 | Museo de Arte Eli y Edythe Broad, Universidad Estatal de Michigan   | Estados Unidos |
| Ocupación Civil | 2014 | Ellis King, Dublín                                                  | Irlanda        |
| Instalación de sacos de carbón de Kawokudi, Accra, Ghana Instalación de sacos de carbón de Nima, Accra, Ghana Instalación en sacos de carbón Adum, Kumasi, Ghana Yute, ¿qué es el arte? | 2013 | Accra Accra Estación de ferrocarril, Kumasi Museo K.N.U.S.T, Kumasi | Ghana          |
| Mercado de carbón de Sisala, Instalación de sacos de carbón Identidades comerciales, Instalación                                                                                        | 2012 | Newtown, Accra Bloque MFA, Kumasi                                   | Ghana          |
| El cuerpo colonizado, Instalación | 2011 | Kokomlemle, Accra                                                   | Ghana          |
| Clase e identidad, Instalación, K.N.U.S.T, Kumasi, Ghana | 2010 | K.N.U.S.T, Kumasi                                                   | Ghana          |
| ¿Pureza? Culturas de la exposición, Instalación | 2009 | Bomso, Kumasi                                                       | Ghana          |